# La Gaceta (Tucumán)
La Gaceta es el principal diario de la provincia de Tucumán, Argentina, además de ser el periódico de mayor circulación del interior en el país.

## Historia
Fue fundado el 4 de agosto de 1912 por Alberto García Hamilton.
Durante la década de los 70 campaña de prensa a favor de la dictadura militar comenzó antes del 24 de marzo de 1976. Para los primeros días de marzo, la mayoría de los medios gráficos comenzaron a dedicar más espacio dentro de sus ediciones a las noticias y temas que tenían que ver con las Fuerzas Armadas, sus integrantes, sus actividades.
La Gaceta tuvo una reivindicación del Proceso de Reorganización Nacional, formando parte de un grupo de medios y periodistas más comprometidos con la línea editorial favorables al régimen militar, entre ellos Enrique Bugatti, que culminó su carrera en el diario Clarín, José Claudio Escribano, actual editorialista del diario La Nación. Ángel Anaya, Joaquín Morales Solá, entre otros. Tanto él como su familia y el diario La Gaceta mantuvieron una afinidad ideológica a la dictadura, Enrique “Harry” García Hamilton fue nombrado secretario de Turismo del Gobierno de la dictadura apenas asumió Antonio Domingo Bussi en la provincia.  Luz García Hamilton se casó con Luis Manuel Paz, administrador del Ingenio Concepción, cercano a Bussi.
Desde 1997, La Gaceta cuenta con su edición digital en internet denominado "Gacenet" en un primer período y actualmente "La Gaceta.com". Desde el 4 de agosto de 2014 cuenta con una edición digital en la provincia de Salta.

## Formato y estructura
La Gaceta se edita en formato "sabana" y en sus ediciones de lunes a sábado está compuesta por los siguientes cuerpos básicos:
- Primera sección: Política, Opinión, Economía, Mundo, Policiales.
- Segunda sección: Deportes (impreso en formato tabloide)
- Tercera sección: Tucumanos (Espectáculos, Cultura, Salud, Educación, Tecnología, Espiritualidad, Tiempo Libre.
- Cuarta sección: Clasificados y Servicios

Además, los viernes se edita el suplemento Rural.
La edición dominical está estructurada de la siguiente manera:
- Primera sección: Política, Opinión, Economía, Mundo, Policiales.
- Segunda sección: Deportes (impreso en formato tabloide)
- Tercera sección: Tucumanos (Espectáculos, Cultura, Salud, Educación, Tecnología, Espiritualidad, Tiempo Libre).
- Cuarta sección: La Gaceta Literaria
- Quinta sección: Dinero
- Sexta sección: Clasificados y Servicios
- Revista Nueva

## Eventos históricos

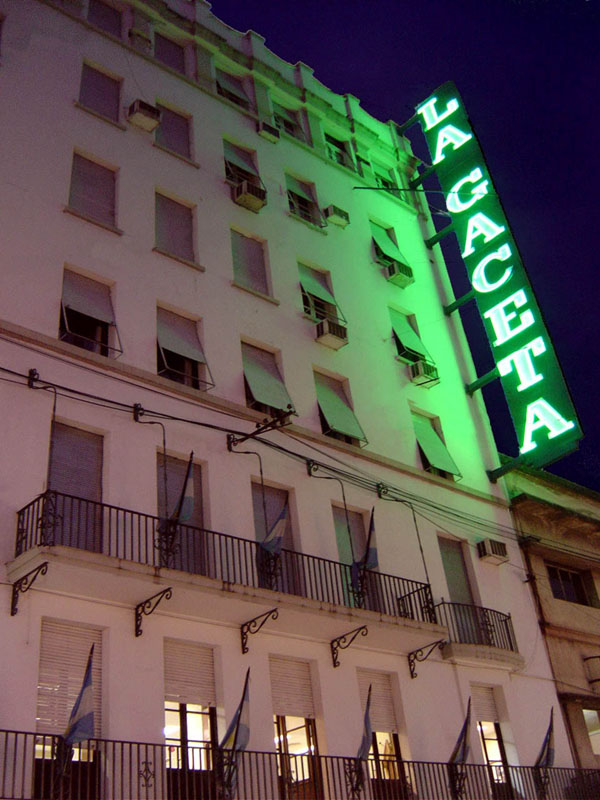
Edificio del diario La Gaceta en San Miguel de Tucumán.

- 1912 – 4 de agosto: Hace su aparición como periódico dominical.
- 1912 – diciembre: Comienza a editarse de manera diaria
- 1917 - Se instala la sucursal y corresponsalía en la ciudad de Buenos Aires. Actualmente funciona en Juncal 1.311, 3° piso.
- 1929 – Se traslada a su propio local –el actual- en Calle Mendoza 654 y entra en funcionamiento la rotativa Marinoni.
- 1937 - La Gaceta cumple 25 años
- 1947 - El 5 de febrero fallece su fundador, Alberto García Hamilton. Su hijo Enrique asume la conducción total del diario.
- 1955 - El 15 de mayo, La Gaceta inaugura su sucursal en la ciudad santiagueña de Termas de Río Hondo.
- 1959 – Se incorpora el servicio de radiofotos.
- 1971 – Se cambia el sistema de impresión tradicional, en plomo, por el off-set.
- 1979 - La "Página literaria" de los domingos se convierte en "Suplemento Literario" y pasa de dos a cuatro páginas.
- 1981 - El 3 de junio aparece un nuevo diario en Tucumán, La Tarde, un vespertino editado por La Gaceta S.A. Ese mismo, año el diario ingresa al mundo de la informática con una computadora central, sus terminales, componedoras y fotocomponedoras.
- 1982 - Se editan dos libros con fotografías de Aldo Sessa. Llegan las nuevas rotativas “Metro”.
- 1987 - La Gaceta celebra sus 75 años con una edición extraordinaria de 100 páginas y una gran campaña publicitaria en las estaciones de radio y televisión locales.
- 1991 - Desde el 21 de julio, se incorpora revista “Nueva” a la edición dominical.
- 1995 – 14 de marzo: Sale a la calle con un nuevo diseño y se incluye el color.[cita requerida]
- 1995 – Comienza Gacetel, un servicio que permitía responder llamados telefónicos de forma automática sobre una gran variedad de temas informativos y de entretenimiento.
- 1997 - Se pone en línea la primera versión de la edición digital de La Gaceta, con el nombre de Gacenet.
- 2001 - Dada la convulsión que provocó el ataque a las Torres Gemelas de Nueva York, se editó una edición vespertina sólo seis horas después del atentado.
- 2002 - Se moderniza La Gaceta en línea, dejando de lado el nombre Gacenet.[cita requerida]
- 2006 – Se incorporan tres nuevas rotativas adquiridas en Finlandia en 2005.
- 2014 - Se lanza la edición digital de La Gaceta Salta (www.lagacetasalta.com.ar)
- 2019 - Primeros pasos hacia la suscripción online de lectores bajo un sistema de pago.